# Fördermann

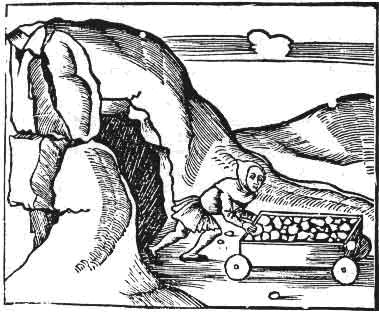
Förderknecht bei der Arbeit

Der Fördermann war ein Bergmann, der für den Transport des Fördergutes zuständig war. Im sächsischen Bergrevier wurden die Förderleute auch Förderknechte genannt.

## Grundlagen und Geschichtliches

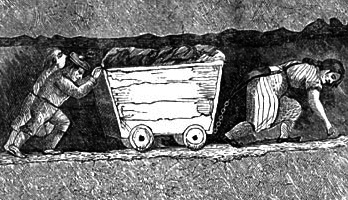
Frau und Kinder bei der Streckenförderung

Die genaue Bezeichnung der Förderleute richtete sich nach ihrer jeweiligen Tätigkeit oder nach dem zu bedienenden Gerät. Förderleute, die in der Schachtförderung tätig waren, heißen Anschläger und Haspelzieher. In der Streckenförderung tätige Förderleute waren der Schlepper, der Karrenläufer und der Hundestößer. Diese Tätigkeiten galten als Nebentätigkeiten. Als eigentliche bergmännische Tätigkeit galt nur die Arbeit des Hauers. Um den Preis für den geförderten Bodenschatz niedrig zu halten, wurden die Förderleute schlecht bezahlt. In vielen Bergwerken wurden für die Streckenförderung Frauen und Kinder eingesetzt. Da die Grubenjungen meist noch nicht ausgewachsen waren, konnten sie sich in den oftmals sehr niedrigen Strecken oder Stollen aufrecht bewegen. Meist wurden je nach Körperkraft zwei Grubenjungen für die Förderung eines Fördergefäßes eingesetzt.
Frauen mussten oftmals aufgrund ihrer Körpergröße in den niedrigen Strecken auf allen vieren kriechen und die Fördergefäße ziehen. Die Fördermenge, die sie mit einem Gefäß transportieren mussten, war zwar nicht vorgeschrieben, jedoch wurden sie gemäß der geförderten Menge bezahlt. Die anstrengende Arbeit wirkte sich auf den Organismus der Frauen nachteilig aus. So stellten belgische Ärzte fest, dass es bei Frauen, die Untertage arbeiteten, oft zu Problemen bei der Entbindung und sogar zu Fehl- oder Totgeburten kam. Auch verunglückten Frauen oftmals Untertage. Vielfach kam es auch zu Übergriffen durch die männlichen Bergleute. Da die Förderleute nur bei sehr spärlicher Beleuchtung förderten, mussten sie sich in den Strecken gut auskennen. Insbesondere die Stellen der oftmals nur wenig gesicherten Blindschächte mussten sie kennen, damit sie nicht hineinstürzten. Sie mussten dafür Sorge tragen, dass ihr Geleucht stets anblieb und sie es notfalls erneut anzünden konnten. Die tägliche Arbeitszeit lag je nach Bergbaurevier zwischen 8 und 12 Stunden.

## Schlepper
Die Arbeit des Schleppers besteht darin, die gefüllten Schlepptröge aus dem Abbau zu ziehen. Die leeren Schlepptröge wurden meistens auf dem Rücken zurückgetragen. Schlepper wurden oft in Kohlebergwerken eingesetzt. Die geförderte Nutzlast im Schlepptrog lag bei 120 Kilogramm. Ein Schlepper schaffte es, während einer Schicht 1020 Kilogramm auf einer Streckenlänge von 1000 Metern zu fördern. Um den Schlepptrog ziehen zu können, wurden am Schlepptrog Lederriemen, das sogenannte Sielzeug, befestigt, die sich der Schlepper über die Schultern legte und dann mit seiner ganzen Körperkraft zog. Dabei musste er sich so stellen, dass der Winkel nicht zu spitz wurde. Zur Unterstützung zog er sich mit den Händen am Ausbau vorwärts. Bei stark abfallenden Strecken ließ er den Schlepptrog vor sich her rutschen und bremste diesen ab, indem er sich mit seinem Körpergewicht gegen die Riemen stemmte. Da das Ziehen der Tröge sehr schwer war, waren für die Arbeit als Schlepper kräftige Männer erforderlich. Vorteilhaft war die Förderung mittels Schlepper in Kohlenbergwerken mit Strebbau. Hier konnten sie die Steinkohlen aus dem Streb bis zur Hauptförderstrecke fördern. Für die Arbeit in den Bergwerken wurden mehr Schlepper für die Förderung benötigt, als Hauer vor Ort waren. So wurden in einem Bergwerk in Sizilien doppelt so viele Schlepper wie Hauer benötigt. In den preußischen Bergbaurevieren war man aus Mangel an Schleppernachwuchs teilweise gezwungen, Hauer als Schlepper einzusetzen und ihnen ihren Hauerlohn zu bezahlen.

## Karrenläufer

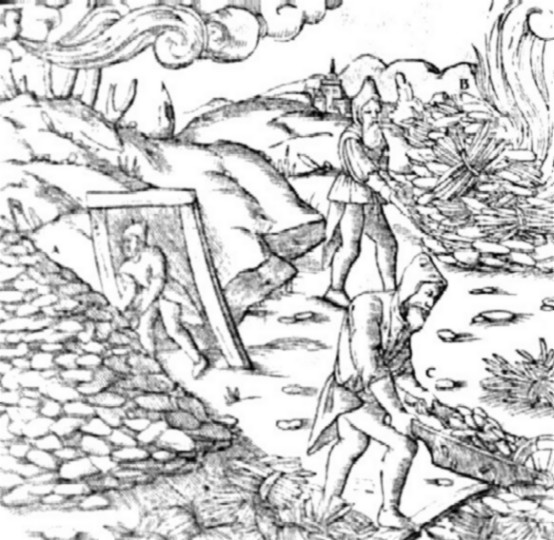
Karrenläufer nach Agricola

Karrenläufer wurden in Bergwerken eingesetzt, um Lasten bis zu 175 Kilogramm auf kurzen, insbesondere engen Strecken mittels einer Laufkarre zu fördern. Je nach Höhe der Strecke musste der Karrenläufer die Laufkarre unterschiedlich handhaben. Zunächst befestigte er jeweils einen Lederriemen (das Sielzeug) an den Enden der Karrenbäume. Bei niedrigen Strecken band er sich das Sielzeug um die Hüfte und musste sich anschließend nach vorne beugen und sich mit den Händen auf das hintere Kastenbrett stützen. Bei höheren Strecken band er sich das Sielzeug über die Schulter und ergriff mit den Händen die Karrenbäume. Bei längeren Strecken wurden mehrere Karrenläufer eingesetzt, sodass ein Karrenläufer eine volle Laufkarre immer nur maximal 84 m bewegen musste. Auf der Rückfahrt konnte er sich mit der leeren Laufkarre leicht erholen. In Steinkohlenbergwerken wurden Karrenläufer hauptsächlich dort eingesetzt, wo die Strecken aufgrund von unregelmäßig ausgebildeten Flözen sehr verwinkelt waren oder wo dies aus Kostengründen von Vorteil war. Die maximale Förderleistung eines geübten Karrenläufers lag pro Schicht bei etwa drei Scheffel Kohle. Die Bezahlung erfolgte entweder im Schichtlohn oder im Gedinge.

## Hundestößer

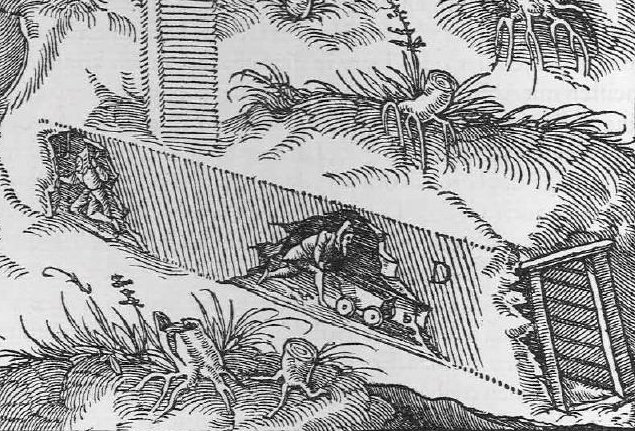
Huntstößer nach Agricola

Der Hundestößer, auch Huntstößer oder Hundeläufer, war ein Fördermann, der für die Förderung der Hunte zuständig war. Um den Hunt zu bewegen, legt der Huntstößer beide Hände auf das Hinterteil des Huntes und drückt den Hunt mit seinem Körpergewicht etwas herunter, jedoch so, dass die Vorderräder nicht angehoben werden. In dieser Position stößt er den Hunt nach vorne. Durch diese Position liegt die Hauptlast auf den beiden Hinterrädern und die Vorderräder dienen dazu, das Ganze im Gleichgewicht zu halten. Da zwei Räder weniger Reibung erzeugen, wurde der Hunt auch oftmals soweit heruntergedrückt, dass er sich vorne leicht anhob. Zum Entleeren des Hunts lässt er den Hunt auf die Vorderräder fallen, dadurch lässt sich der Hunt besser ausstürzen. Um mit dem Hunt einen Richtungswechsel zu vollziehen, musste der Hundestößer den Hunt vorne etwas hochheben und konnte ihn so drehen. Die Förderlängen lagen je nach Bergwerk zwischen 80 und 100 Metern. Bei Hunten mit einer Ladung von 200 Kilogramm wurde dem Hundestößer ein Grubenjunge zur Unterstützung beigegeben. So war ein Hundestößer in der Lage, während einer Schicht eine Nutzlast von 1400 bis 1500 Kilogramm auf einer Länge von 1000 Metern zu fördern. Hundestößer arbeiteten im Gedinge, das Gedinge wurde entsprechend der Gegebenheiten des jeweiligen Bergwerks festgelegt.